# كارلوس أسبريلا
كارلوس أسبريلا (بالإسبانية: Carlos Fernando Asprilla)‏ هو لاعب كرة قدم كولومبي في مركز الدفاع، ولد في 19 أكتوبر 1970 في إدارة فالي ديل كاوكا في كولومبيا. شارك مع منتخب كولومبيا لكرة القدم. أما مع النوادي، فقد لعب مع أتلتيكو جونيور وأتليتيكو بوكارامانغا وأمريكا دي كالي وإنديبندينتي ميديلين وديبورتيفو كالي ولاسيرينا ولوس أنديس ونادي أوكاس ونادي ميلوناريوس ويونيون دي سانتا في.

## وصلات خارجية
- كارلوس أسبريلا على موقع الاتحاد الدولي (مؤرشف)  (الإنجليزية)
- كارلوس أسبريلا على موقع قاعدة بيانات كرة القدم.إي يو (الإنجليزية)
- كارلوس أسبريلا على موقع ناشيونال فوتبول تيمز (الإنجليزية)
- كارلوس أسبريلا على موقع Soccerway.com (الإنجليزية)
- كارلوس أسبريلا على موقع عالم كرة القدم.نت (الإنجليزية)